# «Сибсельмаш» в сезоне 2011/2012
Сибсельмаш в сезоне 2011—2012 — статистика выступлений и деятельность клуба в Суперлиге чемпионата России по хоккею с мячом в сезоне 2011/2012.

## Итоги прошедшего сезона
По итогам сезона в Высшей лиге команда Сибсельмаш заняла 9-е место, в розыгрыше Кубка России проиграла в четвертьфинале «Динамо-Казань».
По окончании сезона болельщики в ходе интернет-голосования на официальном сайте «Сибсельмаша» выбирали лучшего хоккеиста прошедшего сезона. Победителем стал вратарь Сергей Наумов — набрал 366 очков, на втором месте Антон Шевцов — 344 очка, а на третьем — Денис Потёмин — 201. Лучший бомбардир — Сергей Рогулёв (16 мячей), а Денис Потёмин лучший по системе «гол+пас» — 24. (2+22).

## Хронология событий
• 24.06.2011 г. Впервые «Сибсельмаш» получил приглашение для участия в международном турнире "Чемпионский кубок" (Champions cup), который пройдет в шведском Эдсбюне с 16 по 19 сентября.
• 18 — 22 октября 2011 года команда провела в Швеции учебно-тренировочный сбор, где сыграла 4 товарищеские игры: Венерсборг — 1:6 (Войтович), Кунгэльв — 1:5 (Вшивков), Ветланда - 3:4 (Герасимов, Маврин,Войтович, нереал-ный пенальти: Е.Свиридов), Волга - 11:2 (Герасимов (3), Маврин (2), Е.Свиридов, Рогулев, Могильников, Шевцов, Вшивков, Старых)
• 9 ноября 2011 г. команда «Сибсельмаш» в Новосибирске провела контрольную игру с «Саяны-Хакасия»: 9:0 (Могильников (3), Герасимов, Рогулев, Анисимов, Старых, Сычев, Анисимов)
• 9 декабря 2011 г. команда «Сибсельмаш» взяла в аренду вратаря Александра Темникова у казанского «Динамо» до конца сезона
• 18 — 20 декабря 2011 г. На чемпионате мире по хоккею с мячом среди молодежных сборных (игроков не старше 23 лет) в Обухово сборная России заняла первое место. В составе «золотой» команды выступали игроки «Сибсельмаша»: Антон Шевцов и Андрей Могильников. Антон Шевцов был признан лучшим игроком чемпионата.
• январь 2012 г. На юниорском чемпионате мире по хоккею с мячом (возраст не старше 19 лет) в Финляндии сборная России заняла первое место. В составе «золотой» команды выступал игрок «Сибсельмаша» - Сергей Ган (5 мячей на турнире).
• 4 - 5 февраля 2012 г. команда «Сибсельмаш» в Кемерово сыграла две товарищеские игры с «Кузбассом» - 4:6 (Герасимов - 2, Вшивков, Миронов) и «Кузбассом-2» - 7:5 (Герасимов - 2, Рогулев - 2, Старых - 2, Вшивков).
• 4 - 5 февраля 2012 г. На чемпионате мире по хоккею с мячом в Казахстане сборная России заняла второе место. В составе «серебряной» дружины выступал игрок «Сибсельмаша»: Николай Мельников.
•  14 марта 2012 г. «Сибсельмаш» завершил сезон проиграв серию в 1/4 финала «Зоркому». Итоговый результат в чемпионате России сезона 2011/12 — 6-е место.
•  21 марта 2012 г. По окончании сезона болельщики в ходе интернет-голосования на официальном сайте «Сибсельмаша» выбирали лучшего хоккеиста прошедшего сезона. Победителем стал Александр Темников — набрал 480 очков, на втором месте Антон Шевцов — 462 очка (2 года подряд на втором месте), а на третьем — Андрей Герасимов — 460 .

## Трансферная политика

### Пришли
| Поз. | Игрок               | Прежний клуб   |
| ---- | ------------------- | -------------- |
| ПЗ   | Артём Вшивков       | СКА-Нефтяник   |
| Нап  | Андрей Герасимов    | Байкал-Энергия |
| Врт  | Александр Темников* | Динамо-Казань  |

### Ушли
| Поз. | Игрок            | Новый клуб                       |
| ---- | ---------------- | -------------------------------- |
| Нап  | Сергей Таранов   | играющий тренер «Сибсельмаш – 2» |
| Нап  | Денис Турков     | Уральский трубник                |
| ПЗ   | Никита Свиридов* | Родина                           |

* В аренду.

## Чемпионат России

### I этап. Круговой турнир

#### 2 тур
| 13 ноября, 2011 отчёт 10:00 MSK | Сибсельмаш | 5 : 3 ( 5 – 1 ) | Уральский трубник | Стадион «Сибсельмаш», Новосибирск Зрителей: 4 500, пасмурно −3 гр. |

| Отчёт                                                                                       | Отчёт | Отчёт | Отчёт | Отчёт |
| ------------------------------------------------------------------------------------------- | ----- | --- | ----- | ----- |
|                                                                                             |       | |       |       |
|                                                                                             |       | |       |       |
|                                                                                             |       | |       |       |
| Герасимов (Вшивков), 10 Старых (Шевцов), 13 Войтович, 25 Потёмин, 32 Герасимов (Шевцов), 44 |       | Чучалин (Сустретов), 5 Игошин (Сысоев), 59 Чучалин (Морковкин), 78 Незабитый пенальти Игошин (30)-вратарь |       |       |
|                                                                                             |       | |       |       |
|                                                                                             |       | |       |       |
|                                                                                             |       | |       |       |
|                                                                                             |       | |       |       |
|                                                                                             |       | |       |       |

| Сибсельмаш |                       | Ур.трубник |
| ---------- | --------------------- | ---------- |
| 4          | свободные удары       | 2          |
| 11         | угловые               | 6          |
| 30         | Штрафное время (мин.) | 30         |

#### 3 тур
| 16 ноября, 2011 отчёт 15:30 MSK | Сибсельмаш | 7 : 4 ( 2 – 2 ) | Кузбасс | Стадион «Сибсельмаш», Новосибирск Зрителей: 4 000, пасмурно −8 гр. |

| Отчёт | Отчёт | Отчёт                                                                                | Отчёт | Отчёт |
| --- | ----- | ------------------------------------------------------------------------------------ | ----- | ----- |
| |       |                                                                                      |       |       |
| |       |                                                                                      |       |       |
| |       |                                                                                      |       |       |
| Герасимов (Вшивков), 5 Сычёв (Вшивков), 42 Маврин (Потёмин, угл.), 56 Герасимов (Вшивков), 58 Войтович, 74 Вшивков, 76 Шевцов (Вшивков), 85 |       | Игошин (Криушенков), 16 Криушенков (Рязанцев), 33 Рязанцев, 82 Китьков (Зубарев), 89 |       |       |
| |       |                                                                                      |       |       |
| |       |                                                                                      |       |       |
| |       |                                                                                      |       |       |
| |       |                                                                                      |       |       |
| |       |                                                                                      |       |       |

| Сибсельмаш |                       | Кузбасс |
| ---------- | --------------------- | ------- |
| 3          | свободные удары       | 2       |
| 5          | угловые               | 7       |
| 40         | Штрафное время (мин.) | 50      |

#### 4 тур
| 19 ноября, 2011 отчёт 10:00 MSK | Сибсельмаш | 4 : 6 ( 3 – 2 ) | Енисей | Стадион «Сибсельмаш», Новосибирск Зрителей: 4 000, пасмурно −9 гр. |

| Отчёт                                                                      | Отчёт | Отчёт | Отчёт | Отчёт |
| -------------------------------------------------------------------------- | ----- | --- | ----- | ----- |
|                                                                            |       | |       |       |
|                                                                            |       | |       |       |
|                                                                            |       | |       |       |
| Шевцов, 11 Войтович (Потёмин), 25 Сычёв, 34 Могильников (Шевцов, угл.), 85 |       | Ломакин (Толстихин), 4 Ломанов, 30 Толстихин (Ломанов), 48 Ломанов (пен.), 75 Пашкин, 77 Бондаренко (Нагуляк), 88 |       |       |
|                                                                            |       | |       |       |
|                                                                            |       | |       |       |
|                                                                            |       | |       |       |
|                                                                            |       | |       |       |
|                                                                            |       | |       |       |

| Сибсельмаш |                       | Енисей |
| ---------- | --------------------- | ------ |
| 2          | свободные удары       | 3      |
| 10         | угловые               | 6      |
| 80         | Штрафное время (мин.) | 50     |

#### 5 тур
| 22 ноября, 2011 отчёт 18:30 MSK | Мурман | 0 : 1 ( 0 – 0 ) | Сибсельмаш | Стадион «Строитель», Мурманск Зрителей: 2 100, ясно −5 гр. |

| Отчёт | Отчёт | Отчёт                                             | Отчёт | Отчёт |
| ----- | ----- | ------------------------------------------------- | ----- | ----- |
|       |       |                                                   |       |       |
|       |       |                                                   |       |       |
|       |       |                                                   |       |       |
|       |       | Потёмин, 68 Незабитый пенальти Свиридов (30)-мимо |       |       |
|       |       |                                                   |       |       |
|       |       |                                                   |       |       |
|       |       |                                                   |       |       |
|       |       |                                                   |       |       |
|       |       |                                                   |       |       |

| Мурман |                       | Сибсельмаш |
| ------ | --------------------- | ---------- |
| 0      | свободные удары       | 1          |
| 3      | угловые               | 10         |
| 80     | Штрафное время (мин.) | 50         |

#### 6 тур
| 25 ноября, 2011 отчёт 18:30 MSK | Водник | 8 : 2 ( 4 – 0 ) | Сибсельмаш | стадион «Труд», Архангельск Зрителей: 17, ясно 2 гр. |

| Отчёт | Отчёт | Отчёт                         | Отчёт | Отчёт |
| --- | ----- | ----------------------------- | ----- | ----- |
| |       |                               |       |       |
| |       |                               |       |       |
| |       |                               |       |       |
| Шеховцов, 31 Серов, 33 Дергаев, 39 Клюшанов, 44 Дергаев, 48 Шеховцов (пен.), 54 Козлов (Серов, угл.), 60 Рязанов (Катугин), 88 |       | Рогулёв (пен.), 79 Шевцов, 82 |       |       |
| |       |                               |       |       |
| |       |                               |       |       |
| |       |                               |       |       |
| |       |                               |       |       |
| |       |                               |       |       |

| Водник |                       | Сибсельмаш |
| ------ | --------------------- | ---------- |
|        | свободные удары       |            |
|        | угловые               |            |
| 50     | Штрафное время (мин.) | 50         |

#### 7 тур
| 28 ноября, 2011 отчёт 15:30 MSK | Сибсельмаш | 6 : 4 ( 2 – 4 ) | Старт | Стадион «Сибсельмаш», Новосибирск Зрителей: 3 500, ясно −12 гр. |

| Отчёт | Отчёт | Отчёт                                                         | Отчёт | Отчёт |
| --- | ----- | ------------------------------------------------------------- | ----- | ----- |
| |       |                                                               |       |       |
| |       |                                                               |       |       |
| |       |                                                               |       |       |
| Герасимов (Мельников, угл.), 36 Герасимов, 37 Шевцов, 48 Маврин, 65 Войтович (Потёмин), 73 Маврин (Потёмин, св.), 86 |       | Исалиев, 3 Бедарев (Корев), 8 Исалиев (Корев), 30 Патяшин, 39 |       |       |
| |       |                                                               |       |       |
| |       |                                                               |       |       |
| |       |                                                               |       |       |
| |       |                                                               |       |       |
| |       |                                                               |       |       |

| Сибсельмаш |                       | Старт |
| ---------- | --------------------- | ----- |
| 1          | свободные удары       | 1     |
| 12         | угловые               | 5     |
| 30         | Штрафное время (мин.) | 60    |

#### 8 тур
| 1 декабря, 2011 отчёт 15:30 MSK | Сибсельмаш | 8 : 5 ( 4 – 4 ) | Зоркий | Стадион «Сибсельмаш», Новосибирск Зрителей: 4 100, пасмурно −7 гр. |

| Отчёт | Отчёт | Отчёт | Отчёт | Отчёт |
| --- | ----- | --- | ----- | ----- |
| |       | |       |       |
| |       | |       |       |
| |       | |       |       |
| Маврин (Шевцов), 16 Маврин (Войтович), 18 Каргаполов, 22 Герасимов (Потёмин), 37 Герасимов (пен.), 56 Герасимов (Вшивков), 58 Вшивков (Войтович), 67 Герасимов (Макаренко), 75 |       | Чехутин (Доровских), 25 Шардаков (Ишкельдин), 29 Цыганенко (Ишкельдин), 34 Цыганенко (Бурлаков), 35 Ким (Шардаков), 52 |       |       |
| |       | |       |       |
| |       | |       |       |
| |       | |       |       |
| |       | |       |       |
| |       | |       |       |

| Сибсельмаш |                       | Зоркий |
| ---------- | --------------------- | ------ |
|            | свободные удары       |        |
|            | угловые               |        |
| 60         | Штрафное время (мин.) | 60     |

#### 9 тур
| 4 декабря, 2011 отчёт 14:00 MSK | Кузбасс | 7 : 4 ( 5 – 1 ) | Сибсельмаш | Стадион "Химик", Кемерово Зрителей: 9 000, снег −6 гр. |

| Отчёт | Отчёт | Отчёт | Отчёт | Отчёт |
| --- | ----- | --- | ----- | ----- |
| |       | |       |       |
| |       | |       |       |
| |       | |       |       |
| Китьков, 12 Рязанцев, 16 Кадакин (Рязанцев), 18 Рязанцев (Стасенко), 36 Криушенков, 40 Рязанцев (Зубарев), 52 Стасенко (Криушенков), 70 |       | Герасимов (Потёмин), 27 Могильников (Мельников, угл.), 49 Могильников (Мельников, угл.), 53 Миронов (Потёмин), 75 |       |       |
| |       | |       |       |
| |       | |       |       |
| |       | |       |       |
| |       | |       |       |
| |       | |       |       |

| Кузбасс |                       | Сибсельмаш |
| ------- | --------------------- | ---------- |
| 3       | свободные удары       | 9          |
| 7       | угловые               | 12         |
| 30      | Штрафное время (мин.) | 30         |

#### 10 тур
| 7 декабря, 2011 отчёт 15:00 MSK | Енисей | 5 : 2 ( 2 – 1 ) | Сибсельмаш | стадион «Енисей», Красноярск Зрителей: 5 500, ясно −2 гр. |

| Отчёт | Отчёт | Отчёт                                                                                       | Отчёт | Отчёт |
| --- | ----- | ------------------------------------------------------------------------------------------- | ----- | ----- |
| |       |                                                                                             |       |       |
| |       |                                                                                             |       |       |
| |       |                                                                                             |       |       |
| Ломанов (пен.), 9 Бондаренко (Нагуляк), 29 Викулин (Нагуляк), 54 Ломанов (Бондаренко), 63 Ломанов (Бондаренко), 75 |       | Герасимов (Войтович), 36 · Герасимов (Сычёв), 67 · Свиридов (87)- 3-е удаление в ходе матча |       |       |
| |       |                                                                                             |       |       |
| |       |                                                                                             |       |       |
| |       |                                                                                             |       |       |
| |       |                                                                                             |       |       |
| |       |                                                                                             |       |       |

| Енисей |                       | Сибсельмаш |
| ------ | --------------------- | ---------- |
|        | свободные удары       |            |
|        | угловые               |            |
| 30     | Штрафное время (мин.) | 70         |

#### 11 тур
| 10 декабря, 2011 отчёт 10:00 MSK | Сибсельмаш | 6 : 1 ( 2 – 1 ) | Мурман | Стадион «Сибсельмаш», Новосибирск Зрителей: 2 300, ясно −18 гр. |

| Отчёт | Отчёт | Отчёт       | Отчёт | Отчёт |
| --- | ----- | ----------- | ----- | ----- |
| |       |             |       |       |
| |       |             |       |       |
| |       |             |       |       |
| Войтович (Шевцов, угл.), 29 Рогулёв (Мельников, угл.), 40 Старых (Вшивков), 46 Миронов, 71 Маврин (Мельников, угл.), 83 Герасимов (пен.), 88 |       | Архипов, 24 |       |       |
| |       |             |       |       |
| |       |             |       |       |
| |       |             |       |       |
| |       |             |       |       |
| |       |             |       |       |

| Сибсельмаш |                       | Мурман |
| ---------- | --------------------- | ------ |
| 1          | свободные удары       | 1      |
| 9          | угловые               | 4      |
| 20         | Штрафное время (мин.) | 30     |

#### 12 тур
| 13 декабря, 2011 отчёт 15:30 MSK | Сибсельмаш | 1 : 0 ( 0 – 0 ) | Водник | Стадион «Сибсельмаш», Новосибирск Зрителей: 3 000, ясно −13 гр. |

| Отчёт               | Отчёт | Отчёт | Отчёт | Отчёт |
| ------------------- | ----- | ----- | ----- | ----- |
|                     |       |       |       |       |
|                     |       |       |       |       |
|                     |       |       |       |       |
| Шевцов (Маврин), 53 |       |       |       |       |
|                     |       |       |       |       |
|                     |       |       |       |       |
|                     |       |       |       |       |
|                     |       |       |       |       |
|                     |       |       |       |       |

| Сибсельмаш |                       | Водник |
| ---------- | --------------------- | ------ |
| 1          | свободные удары       | 4      |
| 10         | угловые               | 2      |
| 30         | Штрафное время (мин.) | 30     |

#### 13 тур
| 23 декабря, 2011 отчёт 19:00 MSK | Динамо (М) | 4 : 3 ( 1 – 3 ) | Сибсельмаш | Стадион «Зоркий», Красногорск Зрителей: 2 583, снег −5 гр. |

| Отчёт | Отчёт | Отчёт                                                                   | Отчёт | Отчёт |
| --- | ----- | ----------------------------------------------------------------------- | ----- | ----- |
| |       |                                                                         |       |       |
| |       |                                                                         |       |       |
| |       |                                                                         |       |       |
| Максимов (Моссберг, угл.), 32 Иванушкин, 62 Максимов (Моссберг, угл.), 72 Максимов (Свешников, св.), 89 Незабитый пенальти Тюкавин (62)-вратарь |       | Войтович (Сычёв), 21 Вшивков (Потёмин,св.), 22 Герасимов (Войтович), 44 |       |       |
| |       |                                                                         |       |       |
| |       |                                                                         |       |       |
| |       |                                                                         |       |       |
| |       |                                                                         |       |       |
| |       |                                                                         |       |       |

| Динамо |                       | Сибсельмаш |
| ------ | --------------------- | ---------- |
| 2      | свободные удары       | 2          |
| 9      | угловые               | 6          |
| 40     | Штрафное время (мин.) | 40         |

#### 14 тур
| 26 декабря, 2011 отчёт 18:30 MSK | Родина | 2 : 3 ( 2 – 1 ) | Сибсельмаш | Стадион «Родина», Киров Зрителей: 2 000, пасмурно −7 гр. |

| Отчёт                                                  | Отчёт | Отчёт                                                        | Отчёт | Отчёт |
| ------------------------------------------------------ | ----- | ------------------------------------------------------------ | ----- | ----- |
|                                                        |       |                                                              |       |       |
|                                                        |       |                                                              |       |       |
|                                                        |       |                                                              |       |       |
| Ронжин (Леденцов, угл.), 35 Перевощиков (Перминов), 41 |       | Маврин, 23 Старых (Герасимов), 63 Маврин (Потёмин, угл.), 75 |       |       |
|                                                        |       |                                                              |       |       |
|                                                        |       |                                                              |       |       |
|                                                        |       |                                                              |       |       |
|                                                        |       |                                                              |       |       |
|                                                        |       |                                                              |       |       |

| Родина |                       | Сибсельмаш |
| ------ | --------------------- | ---------- |
| 3      | свободные удары       | 6          |
| 3      | угловые               | 7          |
| 40     | Штрафное время (мин.) | 20         |

#### 15 тур
| 5 января, 2012 отчёт 10:00 MSK | Сибсельмаш | 8 : 4 ( 3 – 1 ) | СКА-Нефтяник | Стадион «Сибсельмаш», Новосибирск Зрителей: 3 500, снег −10 гр. |

| Отчёт | Отчёт | Отчёт                                                                               | Отчёт | Отчёт |
| --- | ----- | ----------------------------------------------------------------------------------- | ----- | ----- |
| |       |                                                                                     |       |       |
| |       |                                                                                     |       |       |
| |       |                                                                                     |       |       |
| Маврин (Мельников, угл.), 13 Вшивков (Потёмин, угл.), 17 Герасимов, 44 Герасимов (Рогулёв), 52 Мельников, 58 Герасимов, 63, 67 Свиридов (Потёмин, угл.), 68 Незабитый пенальти Герасимов (58)-перекладина |       | Прокопьев (Почкунов), 29 Исмагилов (Корев), 46 Почкунов (Тюко), 64 Попов (Тюко), 86 |       |       |
| |       |                                                                                     |       |       |
| |       |                                                                                     |       |       |
| |       |                                                                                     |       |       |
| |       |                                                                                     |       |       |
| |       |                                                                                     |       |       |

| Сибсельмаш |                       | СКА-Нефт |
| ---------- | --------------------- | -------- |
| 3          | свободные удары       | 1        |
| 2          | угловые               | 4        |
| 70         | Штрафное время (мин.) | 90       |

#### 16 тур
| 8 января, 2012 отчёт 10:00 MSK | Сибсельмаш | 6 : 1 ( 5 – 1 ) | Байкал-Энергия | Стадион «Сибсельмаш», Новосибирск Зрителей: 4 000, снег −8 гр. |

| Отчёт | Отчёт | Отчёт                 | Отчёт | Отчёт |
| --- | ----- | --------------------- | ----- | ----- |
| |       |                       |       |       |
| |       |                       |       |       |
| |       |                       |       |       |
| Герасимов (Рогулёв), 11 Рогулёв (Миронов), 13 Герасимов (Вшивков), 25 Рогулёв (Герасимов), 26 Миронов (Войтович), 37 Ган (Рогулёв), 90 |       | Кошелев (Дубовик), 44 |       |       |
| |       |                       |       |       |
| |       |                       |       |       |
| |       |                       |       |       |
| |       |                       |       |       |
| |       |                       |       |       |

| Сибсельмаш |                       | Бай-Эне |
| ---------- | --------------------- | ------- |
| 4          | свободные удары       | 3       |
| 4          | угловые               | 10      |
| 40         | Штрафное время (мин.) | 40      |

#### 17 тур
| 11 января, 2012 отчёт 18:00 MSK | Волга | 6 : 1 ( 3 – 1 ) | Сибсельмаш | стадион «Труд», Ульяновск Зрителей: 4 500, пасмурно −8 гр. |

| Отчёт | Отчёт | Отчёт                                                                 | Отчёт | Отчёт |
| --- | ----- | --------------------------------------------------------------------- | ----- | ----- |
| |       |                                                                       |       |       |
| |       |                                                                       |       |       |
| |       |                                                                       |       |       |
| Мастрюков (Загарских), 32 · Макаров (Савельев), 35 · Цыцаров (Черепанов, угл.), 40 · Савельев (Макаров), 77 · Цыцаров, 81 · Захваткин, 90 · Цыцаров (88)- 3-е удаление в ходе матча |       | Потёмин (Макаренко), 10 · Могильников (74)- 3-е удаление в ходе матча |       |       |
| |       |                                                                       |       |       |
| |       |                                                                       |       |       |
| |       |                                                                       |       |       |
| |       |                                                                       |       |       |
| |       |                                                                       |       |       |

| Волга |                       | Сибсельмаш |
| ----- | --------------------- | ---------- |
|       | свободные удары       |            |
|       | угловые               |            |
| 40    | Штрафное время (мин.) | 95         |

#### 18 тур
| 14 января, 2012 отчёт 13:00 MSK | Динамо-Казань | 7 : 3 ( 5 – 1 ) | Сибсельмаш | Стадион «Ракета», Казань Зрителей: 550, снег −3 гр |

| Отчёт | Отчёт | Отчёт                                                                       | Отчёт | Отчёт |
| --- | ----- | --------------------------------------------------------------------------- | ----- | ----- |
| |       |                                                                             |       |       |
| |       |                                                                             |       |       |
| |       |                                                                             |       |       |
| Бушуев, 6 Шабаров, 22 Обухов (Пахомов), 33 Пахомов (Обухов), 38 Погребной (Пахомов), 42 Лаакконен (Бушуев), 74 Лаакконен (Франц, угл.), 77 |       | Войтович (Маврин), 45 Маврин (Потёмин, св.), 88 Рогулёв (Потёмин, угл.), 90 |       |       |
| |       |                                                                             |       |       |
| |       |                                                                             |       |       |
| |       |                                                                             |       |       |
| |       |                                                                             |       |       |
| |       |                                                                             |       |       |

| ДинКаз |                       | Сибсельмаш |
| ------ | --------------------- | ---------- |
|        | свободные удары       |            |
|        | угловые               |            |
| 50     | Штрафное время (мин.) | 60         |

#### 19 тур
| 17 января, 2012 отчёт 12:00 MSK | СКА-Нефтяник | 5 : 3 ( 3 – 2 ) | Сибсельмаш | стадион «Нефтяник», Хабаровск Зрителей: 2 000, ясно −22 гр |

| Отчёт | Отчёт | Отчёт                                                                    | Отчёт | Отчёт |
| --- | ----- | ------------------------------------------------------------------------ | ----- | ----- |
| |       |                                                                          |       |       |
| |       |                                                                          |       |       |
| |       |                                                                          |       |       |
| Почкунов (Попов), 5 Попов (Корев, угл.), 13 Маркин (Корев, угл.), 17 Стеблецев (Гладышев), 46 Почкунов (Попов), 51 Незабитый пенальти Почкунов (40)-мимо |       | Герасимов (Миронов), 22 Герасимов (пен.), 33 Вшивков (Потёмин, угл.), 78 |       |       |
| |       |                                                                          |       |       |
| |       |                                                                          |       |       |
| |       |                                                                          |       |       |
| |       |                                                                          |       |       |
| |       |                                                                          |       |       |

| СКАНефт |                       | Сибсельмаш |
| ------- | --------------------- | ---------- |
| 3       | свободные удары       | 2          |
| 7       | угловые               | 5          |
| 60      | Штрафное время (мин.) | 40         |

#### 20 тур
| 20 января, 2012 отчёт 14:00 MSK | Байкал-Энергия | 3 : 3 ( 2 – 2 ) | Сибсельмаш | стадион «Рекорд», Иркутск Зрителей: 2 000, ясно −26 гр |

| Отчёт                                                         | Отчёт | Отчёт                                                                | Отчёт | Отчёт |
| ------------------------------------------------------------- | ----- | -------------------------------------------------------------------- | ----- | ----- |
|                                                               |       |                                                                      |       |       |
|                                                               |       |                                                                      |       |       |
|                                                               |       |                                                                      |       |       |
| Гавриленко (Артёменко), 37 Егорычев (Насонов), 41 Насонов, 60 |       | Маврин (Потёмин, угл.), 19 Маврин (Потёмин), 44 Старых (Вшивков), 98 |       |       |
|                                                               |       |                                                                      |       |       |
|                                                               |       |                                                                      |       |       |
|                                                               |       |                                                                      |       |       |
|                                                               |       |                                                                      |       |       |
|                                                               |       |                                                                      |       |       |

| БайЭнер |                       | Сибсельмаш |
| ------- | --------------------- | ---------- |
| 2       | свободные удары       | 1          |
| 3       | угловые               | 1          |
| 35      | Штрафное время (мин.) | 50         |

#### 21 тур
| 9 февраля, 2012 отчёт 15:30 MSK | Сибсельмаш | 4 : 5 ( 0 – 2 ) | Динамо (М) | Стадион «Сибсельмаш», Новосибирск Зрителей: 4 200, ясно −16 гр |

| Отчёт                                                 | Отчёт | Отчёт | Отчёт | Отчёт |
| ----------------------------------------------------- | ----- | --- | ----- | ----- |
|                                                       |       | |       |       |
|                                                       |       | |       |       |
|                                                       |       | |       |       |
| Герасимов, 53, 55 Миронов (Герасимов), 64 Миронов, 85 |       | Иванушкин (Свешников), 21 Максимов (Свешников, угл.), 42 Свешников (Тюкавин), 50 Максимов, 65 Моссберг (Петровский), 74 |       |       |
|                                                       |       | |       |       |
|                                                       |       | |       |       |
|                                                       |       | |       |       |
|                                                       |       | |       |       |
|                                                       |       | |       |       |

| Сибсельмаш |                       | Динамо |
| ---------- | --------------------- | ------ |
| 3          | свободные удары       | 1      |
| 5          | угловые               | 3      |
| 30         | Штрафное время (мин.) | 35     |

#### 22 тур
| 12 февраля, 2012 отчёт 10:00 MSK | Сибсельмаш | 4 : 4 ( 1 – 1 ) | Родина | Стадион «Сибсельмаш», Новосибирск Зрителей: 2 500, пасмурно −21 гр |

| Отчёт | Отчёт | Отчёт                                                                     | Отчёт | Отчёт |
| --- | ----- | ------------------------------------------------------------------------- | ----- | ----- |
| |       |                                                                           |       |       |
| |       |                                                                           |       |       |
| |       |                                                                           |       |       |
| Могильников (Мельников, угл.), 38 Войтович (Потёмин, угл.), 48 Свиридов (Потёмин, угл.), 55 Герасимов (пен.), 82 |       | Бронников (Ронжин, угл.), 2 Перминов, 67, 74 Пивоваров (Ронжин, угл.), 84 |       |       |
| |       |                                                                           |       |       |
| |       |                                                                           |       |       |
| |       |                                                                           |       |       |
| |       |                                                                           |       |       |
| |       |                                                                           |       |       |

| Сибсельмаш |                       | Родина |
| ---------- | --------------------- | ------ |
| 2          | свободные удары       | 0      |
| 11         | угловые               | 4      |
| 10         | Штрафное время (мин.) | 50     |

#### 24 тур
| 18 февраля, 2012 отчёт 13:00 MSK | Уральский трубник | 3 : 4 ( 1 – 3 ) | Сибсельмаш | Стадион «Уральский трубник», Первоуральск Зрителей: 4 000, ясно −17 гр |

| Отчёт | Отчёт | Отчёт                                                                                           | Отчёт | Отчёт |
| --- | ----- | ----------------------------------------------------------------------------------------------- | ----- | ----- |
| |       |                                                                                                 |       |       |
| |       |                                                                                                 |       |       |
| |       |                                                                                                 |       |       |
| Сустретов, 38 · Чучалин (Воронковский), 75 · Чучалин (Кислов, угл.), 90 · Незабитый пенальти Турков (19)-штанга, Сустретов (62)-вратарь · Кутупов (56)- 3-е удаление в ходе матча |       | Рогулёв (Мельников, угл.), 13 Герасимов (Шевцов), 22 Рогулёв (Потёмин), 31 Шевцов (Вшивков), 82 |       |       |
| |       |                                                                                                 |       |       |
| |       |                                                                                                 |       |       |
| |       |                                                                                                 |       |       |
| |       |                                                                                                 |       |       |
| |       |                                                                                                 |       |       |

| УрТрубник |                       | Сибсельмаш |
| --------- | --------------------- | ---------- |
| 0         | свободные удары       | 0          |
| 4         | угловые               | 4          |
| 105       | Штрафное время (мин.) | 70         |

#### 25 тур
| 21 февраля, 2012 отчёт 15:30 MSK | Сибсельмаш | 6 : 2 ( 3 – 0 ) | Волга | Стадион «Сибсельмаш», Новосибирск Зрителей: 2 500, ясно −11 гр |

| Отчёт | Отчёт | Отчёт                              | Отчёт | Отчёт |
| --- | ----- | ---------------------------------- | ----- | ----- |
| |       |                                    |       |       |
| |       |                                    |       |       |
| |       |                                    |       |       |
| Потёмин, 6 Миронов (Рогулёв), 18 Герасимов (пен.), 45 Вшивков, 56 Герасимов (пен.), 59 Маврин (Шевцов), 66 Незабитый пенальти Герасимов (81)-вратарь |       | Леонов (Цыцаров), 69 Харитонов, 77 |       |       |
| |       |                                    |       |       |
| |       |                                    |       |       |
| |       |                                    |       |       |
| |       |                                    |       |       |
| |       |                                    |       |       |

| Сибсельмаш |                       | Волга |
| ---------- | --------------------- | ----- |
| 2          | свободные удары       | 0     |
| 6          | угловые               | 6     |
| 30         | Штрафное время (мин.) | 50    |

#### 26 тур
| 24 февраля, 2012 отчёт 15:30 MSK | Сибсельмаш | 5 : 2 ( 1 – 1 ) | Динамо-Казань | Стадион «Сибсельмаш», Новосибирск Зрителей: 3 500, ясно −13 гр |

| Отчёт | Отчёт | Отчёт                                    | Отчёт | Отчёт |
| --- | ----- | ---------------------------------------- | ----- | ----- |
| |       |                                          |       |       |
| |       |                                          |       |       |
| |       |                                          |       |       |
| Маврин (Потёмин, угл.), 24 Шевцов, 47 Вшивков (св.), 68 Войтович (Потёмин), 77 Миронов (Свиридов), 85 Незабитый пенальти Герасимов (67)-вратарь |       | Бушуев (Ларионов), 7 Слаутин (Бушуев) 72 |       |       |
| |       |                                          |       |       |
| |       |                                          |       |       |
| |       |                                          |       |       |
| |       |                                          |       |       |
| |       |                                          |       |       |

| Сибсельмаш |                       | ДинКаз |
| ---------- | --------------------- | ------ |
| 1          | свободные удары       | 1      |
| 12         | угловые               | 5      |
| 10         | Штрафное время (мин.) | 50     |

#### 27 тур
| 27 февраля, 2012 отчёт 18:00 MSK | Старт | 1 : 3 ( 1 – 1 ) | Сибсельмаш | стадион «Старт», Нижний Новгород Зрителей: 2 000, снег −3 гр |

| Отчёт                | Отчёт | Отчёт                                                             | Отчёт | Отчёт |
| -------------------- | ----- | ----------------------------------------------------------------- | ----- | ----- |
|                      |       |                                                                   |       |       |
|                      |       |                                                                   |       |       |
|                      |       |                                                                   |       |       |
| Черепанов (Корев), 6 |       | Герасимов (Потёмин), 24 Мельников (Маврин), 74 Вшивков (пен.), 82 |       |       |
|                      |       |                                                                   |       |       |
|                      |       |                                                                   |       |       |
|                      |       |                                                                   |       |       |
|                      |       |                                                                   |       |       |
|                      |       |                                                                   |       |       |

| Старт |                       | Сибсельмаш |
| ----- | --------------------- | ---------- |
|       | свободные удары       |            |
|       | угловые               |            |
| 30    | Штрафное время (мин.) | 40         |

#### 28 тур
| 1 марта, 2012 отчёт 19:00 MSK | Зоркий | 9 : 2 ( 5 – 1 ) | Сибсельмаш | стадион «Зоркий», Красногорск Зрителей: 2 000, ясно −3 гр |

| Отчёт | Отчёт | Отчёт                                                                        | Отчёт | Отчёт |
| --- | ----- | ---------------------------------------------------------------------------- | ----- | ----- |
| |       |                                                                              |       |       |
| |       |                                                                              |       |       |
| |       |                                                                              |       |       |
| Котков (Доровских), 6 Эсплунд (Доровских), 15 Цыганенко (Ким), 17 Хилтунен, 29 Ишкельдин (Ануфриев), 38 Ануфриев (пен.), 52 Хилтунен (Эсплунд, угл.), 63 Цыганенко (Ишкельдин), 65 Козулин (Цыганенко), 71 Незабитый пенальти Доровских (55)-вратарь |       | Старых (Потёмин), 37 · Старых, 82 · Свиридов (88)- 3-е удаление в ходе матча |       |       |
| |       |                                                                              |       |       |
| |       |                                                                              |       |       |
| |       |                                                                              |       |       |
| |       |                                                                              |       |       |
| |       |                                                                              |       |       |

| Зоркий |                       | Сибсельмаш |
| ------ | --------------------- | ---------- |
|        | свободные удары       |            |
|        | угловые               |            |
| 30     | Штрафное время (мин.) | 130        |

### Движение команды по турам
| 8 |

| 6 |

| 4 |

| 6 |

| 6 |

| 7 |

| 6 |

| 4 |

| 7 |

| 7 |

| 6 |

| 6 |

| 6 |

| 5 |

| 5 |

| 5 |

| 5 |

| 6 |

| 6 |

| 6 |

| 6 |

| 6 |

| 7 |

| 7 |

| 6 |

| 6 |

| 6 |

| 6 |

| Суперлига | Место в таблице |

| Суперлига | Место в таблице |

### Таблица чемпионата
| Место | Команда           | И  | В  | Н | П  | М         | Очки |
| ----- | ----------------- | -- | -- | - | -- | --------- | ---- |
| 1     | Енисей            | 26 | 21 | 2 | 3  | 179 — 81  | 65   |
| 2     | Динамо-Москва     | 26 | 21 | 1 | 4  | 185 — 91  | 64   |
| 3     | Зоркий            | 26 | 21 | 1 | 4  | 168 — 112 | 64   |
| 4     | Динамо-Казань     | 26 | 18 | 1 | 7  | 172 — 104 | 55   |
| 5     | Кузбасс           | 26 | 15 | 2 | 9  | 162 — 136 | 47   |
| 6     | Сибсельмаш        | 26 | 14 | 2 | 10 | 104 — 101 | 44   |
| 7     | Байкал-Энергия    | 26 | 12 | 3 | 11 | 111 — 116 | 39   |
| 8     | СКА-Нефтяник      | 26 | 12 | 2 | 12 | 117 — 120 | 38   |
| 9     | Водник            | 26 | 9  | 2 | 15 | 76 — 121  | 29   |
| 10    | Волга             | 26 | 6  | 4 | 16 | 102 — 144 | 22   |
| 11    | Старт             | 26 | 6  | 3 | 17 | 84 — 125  | 21   |
| 12    | Уральский трубник | 26 | 6  | 1 | 19 | 90 — 147  | 19   |
| 13    | Родина            | 26 | 4  | 3 | 19 | 93 — 151  | 15   |
| 14    | Мурман            | 25 | 2  | 3 | 21 | 60 — 154  | 9    |

### Плей-офф

#### 1/8 финала
| 5 марта, 2012 18:30 MSK                                                             | \| Старт \| 5 : 4 (2:1) Отчёт \| Сибсельмаш \| \| Патяшин, 6 Патяшин (Л.Бедарев), 8 Исалиев, 54 Галяутдинов (Исалиев), 73 Патяшин, 82 \| Голы \| Герасимов (Войтович), 14 Вшивков, 64 Рогулёв (Потёмин), 76 Войтович (Потёмин), 79 Незабитый пенальти Герасимов (68)-перекладина \| | стадион «Старт» Нижний Новгород, пасмурно -3 гр. Зрителей: 2 000 Судья: Роман Попиков (Балашиха)                                |
| Старт                                                                               | 5 : 4 (2:1) Отчёт | Сибсельмаш |
| Патяшин, 6 Патяшин (Л.Бедарев), 8 Исалиев, 54 Галяутдинов (Исалиев), 73 Патяшин, 82 | Голы | Герасимов (Войтович), 14 Вшивков, 64 Рогулёв (Потёмин), 76 Войтович (Потёмин), 79 Незабитый пенальти Герасимов (68)-перекладина |

| Старт |                       | Сибсельмаш |
| ----- | --------------------- | ---------- |
| 0     | свободные удары       | 0          |
| 11    | угловые               | 8          |
| 50    | Штрафное время (мин.) | 30         |

| 8 марта, 2012 12:00 MSK | \| Сибсельмаш \| 6 : 2 (2:1) Отчёт \| Старт \| \| Вшивков (пен.), 42 Вшивков (пен.), 44 Могильников (Мельников, угл.), 46 Рогулёв (Миронов), 65 Рогулёв (пен.), 68 Старых (Шевцов), 71 \| Голы \| Исалиев (Патяшин), 38 · Патяшин (Корев), 56 · Котельников (63) — 3-е удаление в ходе матча \| | стадион «Сибсельмаш» Новосибирск, ясно 0 гр Зрителей: 3 500 Судья: Вячеслав Курбанов (Абакан) |
| Сибсельмаш | 6 : 2 (2:1) Отчёт | Старт                                                                                         |
| Вшивков (пен.), 42 Вшивков (пен.), 44 Могильников (Мельников, угл.), 46 Рогулёв (Миронов), 65 Рогулёв (пен.), 68 Старых (Шевцов), 71 | Голы | Исалиев (Патяшин), 38 · Патяшин (Корев), 56 · Котельников (63) — 3-е удаление в ходе матча    |

| Сибсельмаш |                       | Старт |
| ---------- | --------------------- | ----- |
| 9          | свободные удары       | 3     |
| 12         | угловые               | 3     |
| 50         | Штрафное время (мин.) | 70    |

#### 1/4 финала
| 11 марта, 2012 15:30 MSK          | \| Сибсельмаш \| 2 : 4 (1:2) Отчёт \| Зоркий \| \| Маврин, 17 Войтович (Потёмин), 52 \| Голы \| Доровских, 6 Эсплунд (Ишкельдин), 43 Чехутин (Эсплунд, угл.), 58 Котков (Бурлаков), 61 \| | стадион «Сибсельмаш» Новосибирск, ясно 0 гр Зрителей: 4 000 Судья: Вячеслав Курбанов (Абакан) |
| Сибсельмаш                        | 2 : 4 (1:2) Отчёт | Зоркий                                                                                        |
| Маврин, 17 Войтович (Потёмин), 52 | Голы | Доровских, 6 Эсплунд (Ишкельдин), 43 Чехутин (Эсплунд, угл.), 58 Котков (Бурлаков), 61        |

| Сибсельмаш |                       | Зоркий |
| ---------- | --------------------- | ------ |
| 3          | свободные удары       | 3      |
| 4          | угловые               | 12     |
| 50         | Штрафное время (мин.) | 50     |

| 14 марта, 2012 19:00 MSK                                                                                                 | \| Зоркий \| 6 : 4 (4:2) Отчёт \| Сибсельмаш \| \| Котков (Шардаков), 3 Доровских, 6 Доровских (Бурлаков), 15 Чехутин, 22 Шардаков (Доровских), 52 Ануфриев (Гутаренко), 88 \| Голы \| Рогулёв (Макаренко), 35 Старых (Ган), 36 Старых (Миронов), 85 Рогулёв (Шевцов), 89 \| | стадион «Зоркий» Красногорск, снег -1 гр. Зрителей: 3 000 Судья: Игорь Савенков (Москва) |
| Зоркий | 6 : 4 (4:2) Отчёт | Сибсельмаш                                                                               |
| Котков (Шардаков), 3 Доровских, 6 Доровских (Бурлаков), 15 Чехутин, 22 Шардаков (Доровских), 52 Ануфриев (Гутаренко), 88 | Голы | Рогулёв (Макаренко), 35 Старых (Ган), 36 Старых (Миронов), 85 Рогулёв (Шевцов), 89       |

| Зоркий |                       | Сибсельмаш |
| ------ | --------------------- | ---------- |
| 0      | свободные удары       | 0          |
| 6      | угловые               | 10         |
| 20     | Штрафное время (мин.) | 40         |

## Кубок России

### Групповой турнир
| 29 сентября, 2011 13:00 MSK отчёт | Уральский трубник | 2 : 5 ( 1 – 4 ) | Сибсельмаш | Губернский центр спорта, Кемерово Зрителей: 60 |

| Отчёт                          | Отчёт | Отчёт                                                               | Отчёт | Отчёт |
| ------------------------------ | ----- | ------------------------------------------------------------------- | ----- | ----- |
|                                |       |                                                                     |       |       |
|                                |       |                                                                     |       |       |
|                                |       |                                                                     |       |       |
| Крячко (25-угл.) Сафуллин (87) |       | Герасимов (4) Шевцов (8) Герасимов (21) Рогулев (32) Герасимов (64) |       |       |
|                                |       |                                                                     |       |       |
|                                |       |                                                                     |       |       |
|                                |       |                                                                     |       |       |
|                                |       |                                                                     |       |       |
|                                |       |                                                                     |       |       |

| 30 сентября, 2011 10:00 MSK отчёт | Енисей | 6 : 3 ( 1 – 2 ) | Сибсельмаш | Губернский центр спорта, Кемерово Зрителей: 50 |

| Отчёт                                                                                     | Отчёт | Отчёт                                                                             | Отчёт | Отчёт |
| ----------------------------------------------------------------------------------------- | ----- | --------------------------------------------------------------------------------- | ----- | ----- |
|                                                                                           |       |                                                                                   |       |       |
|                                                                                           |       |                                                                                   |       |       |
|                                                                                           |       |                                                                                   |       |       |
| Джусоев (23) Ломанов (46) Завидовский (53) Ломанов (65-пен.) Бондаренко (81) Викулин (87) |       | Маврин (22) Герасимов (42-св.) Маврин (85) Незабитый пенальти Герасимов (90-мимо) |       |       |
|                                                                                           |       |                                                                                   |       |       |
|                                                                                           |       |                                                                                   |       |       |
|                                                                                           |       |                                                                                   |       |       |
|                                                                                           |       |                                                                                   |       |       |
|                                                                                           |       |                                                                                   |       |       |

| 2 октября, 2011 13:00 MSK отчёт | Сибсельмаш | 6 : 11 ( 1 – 5 ) | СКА-Нефтяник | Губернский центр спорта, Кемерово Зрителей: 60 |

| Отчёт                                                                                  | Отчёт | Отчёт | Отчёт | Отчёт |
| -------------------------------------------------------------------------------------- | ----- | --- | ----- | ----- |
|                                                                                        |       | |       |       |
|                                                                                        |       | |       |       |
|                                                                                        |       | |       |       |
| Старых (32) Вшивков (48) Могильников (53-угл.) Маврин (65) Герасимов (76) Потёмин (80) |       | Почкунов (7, 17-пен., 18) Юсупов (25) Исмагилов (38, 50) Каргаполов (69-автогол) Почкунов (73) Попов (82-угл.) Маркин (84) Юсупов (87) |       |       |
|                                                                                        |       | |       |       |
|                                                                                        |       | |       |       |
|                                                                                        |       | |       |       |
|                                                                                        |       | |       |       |
|                                                                                        |       | |       |       |

| 3 октября, 2011 13:00 MSK отчёт | Саяны-Хакасия | 5 : 3 ( 2 – 2 ) | Сибсельмаш | Губернский центр спорта, Кемерово Зрителей: 50 |

| Отчёт                                                        | Отчёт | Отчёт                                                                              | Отчёт | Отчёт |
| ------------------------------------------------------------ | ----- | ---------------------------------------------------------------------------------- | ----- | ----- |
|                                                              |       |                                                                                    |       |       |
|                                                              |       |                                                                                    |       |       |
|                                                              |       |                                                                                    |       |       |
| Мартынов (8) Лихачёв (43, 71) Лабун (75-пен.) Терентьев (82) |       | Маврин (30) Анисимов (45-угл.) Вшивков (85) Незабитый пенальти Маврин (82-вратарь) |       |       |
|                                                              |       |                                                                                    |       |       |
|                                                              |       |                                                                                    |       |       |
|                                                              |       |                                                                                    |       |       |
|                                                              |       |                                                                                    |       |       |
|                                                              |       |                                                                                    |       |       |

| 5 октября, 2012 13:00 MSK отчёт | Сибсельмаш | 5 : 1 ( 3 – 1 ) | Байкал-Энергия | Губернский центр спорта, Кемерово Зрителей: 60 |

| Отчёт | Отчёт | Отчёт       | Отчёт | Отчёт |
| --- | ----- | ----------- | ----- | ----- |
| |       |             |       |       |
| |       |             |       |       |
| |       |             |       |       |
| Герасимов (25-угл.) Старых (31) Маврин (33) Вшивков (54) Анисимов (60) Незабитый пенальти Е.Свиридов (57-мимо) |       | Ширяев (11) |       |       |
| |       |             |       |       |
| |       |             |       |       |
| |       |             |       |       |
| |       |             |       |       |
| |       |             |       |       |

| 6 октября, 2011 10:00 MSK отчёт | Сибсельмаш | 3 : 6 ( 2 – 1 ) | Кузбасс | Губернский центр спорта, Кемерово Зрителей: 200 |

| Отчёт                              | Отчёт | Отчёт                                                                     | Отчёт | Отчёт |
| ---------------------------------- | ----- | ------------------------------------------------------------------------- | ----- | ----- |
|                                    |       |                                                                           |       |       |
|                                    |       |                                                                           |       |       |
|                                    |       |                                                                           |       |       |
| Миронов (13) Ган (26) Вшивков (86) |       | Стасенко (41-св., 49-пен.) Логинов (51) Криушенков (67, 87) Стасенко (89) |       |       |
|                                    |       |                                                                           |       |       |
|                                    |       |                                                                           |       |       |
|                                    |       |                                                                           |       |       |
|                                    |       |                                                                           |       |       |
|                                    |       |                                                                           |       |       |

| Место | Команда           | И | В | Н | П | М       | Очки |
| ----- | ----------------- | - | - | - | - | ------- | ---- |
| 1     | Енисей            | 6 | 6 | 0 | 0 | 39 - 19 | 18   |
| 2     | Кузбасс           | 6 | 4 | 0 | 2 | 40 - 28 | 12   |
| 3     | Байкал-Энергия    | 6 | 3 | 1 | 2 | 32 - 34 | 10   |
| 4     | Сибсельмаш        | 6 | 2 | 0 | 4 | 25 - 31 | 6    |
| 5     | Уральский трубник | 6 | 2 | 0 | 4 | 24 - 35 | 6    |
| 6     | СКА-Нефтяник      | 6 | 1 | 2 | 3 | 33 - 35 | 5    |
| 7     | Саяны-Хакасия     | 6 | 1 | 1 | 4 | 25 - 36 | 4    |

### 1/4 финала
| 2 ноября, 2011 16:00 MSK | \| Динамо-Москва \| 9 : 3 ( 5:0 ) Отчёт \| Сибсельмаш \| \| Иван Максимов (А.Тюкавин), 7 Евгений Иванушкин (Д.Моссберг, угл.), 9 Евгений Хвалько (Д.Моссберг), 18 Даниэль Моссберг (И.Максимов), 29 Виктор Чернышёв (К.Петровский), 45 Е.Хвалько (Е.Иванушкин), 56 В.Чернышёв (К.Петровский), 69 Е.Иванушкин (Д.Савельев), 77 И.Максимов (Е.Иванушкин), 78 \| Голы \| Павел Анисимов (Д.Потёмин, угл.), 55, (А.Шевцов), 59 Евгений Свиридов (пен.), 75 \| | ДС в Крылатском Москва Зрителей: 300 Судья: Евгений Тютюков (Горно-Алтайск)      |
| Динамо-Москва | 9 : 3 ( 5:0 ) Отчёт | Сибсельмаш                                                                       |
| Иван Максимов (А.Тюкавин), 7 Евгений Иванушкин (Д.Моссберг, угл.), 9 Евгений Хвалько (Д.Моссберг), 18 Даниэль Моссберг (И.Максимов), 29 Виктор Чернышёв (К.Петровский), 45 Е.Хвалько (Е.Иванушкин), 56 В.Чернышёв (К.Петровский), 69 Е.Иванушкин (Д.Савельев), 77 И.Максимов (Е.Иванушкин), 78 | Голы | Павел Анисимов (Д.Потёмин, угл.), 55, (А.Шевцов), 59 Евгений Свиридов (пен.), 75 |

## Чемпионский кубок Эдсбюна

### Группа В
| 15 сентября, 2011 15:30 MSK отчёт | Каликс | 4 : 6 ( 1 – 1 ) | Сибсельмаш | «Дина Арена», Эдсбюн |

| Отчёт                                                                   | Отчёт | Отчёт                                                                                    | Отчёт | Отчёт |
| ----------------------------------------------------------------------- | ----- | ---------------------------------------------------------------------------------------- | ----- | ----- |
|                                                                         |       |                                                                                          |       |       |
|                                                                         |       |                                                                                          |       |       |
|                                                                         |       |                                                                                          |       |       |
| Э. Виклунд (30) Сандквист (54, 70, 90) Незабитый пенальти Берклунд (26) |       | Старых (29) Е.Свиридов (56-угл.) Сычев (57) Герасимов (63) Анисимов (79) Е.Свиридов (84) |       |       |
|                                                                         |       |                                                                                          |       |       |
|                                                                         |       |                                                                                          |       |       |
|                                                                         |       |                                                                                          |       |       |
|                                                                         |       |                                                                                          |       |       |
|                                                                         |       |                                                                                          |       |       |

| 16 сентября, 2011 15:30 MSK отчёт | Сибсельмаш | 4 : 6 ( 4 – 2 ) | Динамо (М) | «Дина Арена», Эдсбюн |

| Отчёт                                              | Отчёт | Отчёт                                                                        | Отчёт | Отчёт |
| -------------------------------------------------- | ----- | ---------------------------------------------------------------------------- | ----- | ----- |
|                                                    |       |                                                                              |       |       |
|                                                    |       |                                                                              |       |       |
|                                                    |       |                                                                              |       |       |
| Ган (11) Герасимов (12, 15-пен.) Вшивков (18-угл.) |       | Свешников (31) Тюкавин (36-пен., 58–пен., 70) Попутников (74) Иванушкин (80) |       |       |
|                                                    |       |                                                                              |       |       |
|                                                    |       |                                                                              |       |       |
|                                                    |       |                                                                              |       |       |
|                                                    |       |                                                                              |       |       |
|                                                    |       |                                                                              |       |       |

| 17 сентября, 2011 17:45 MSK отчёт | Сибсельмаш | 2 : 2 ( 0 – 0 ) | Эдсбюн | «Дина Арена», Эдсбюн |

| Отчёт                     | Отчёт | Отчёт                             | Отчёт | Отчёт |
| ------------------------- | ----- | --------------------------------- | ----- | ----- |
|                           |       |                                   |       |       |
|                           |       |                                   |       |       |
|                           |       |                                   |       |       |
| Герасимов (59) Сычев (65) |       | Хаммарстрем (66) Эдлинг (95-угл.) |       |       |
|                           |       |                                   |       |       |
|                           |       |                                   |       |       |
|                           |       |                                   |       |       |
|                           |       |                                   |       |       |
|                           |       |                                   |       |       |

| Серия пенальти:         |     |                                  |
| Денисов · Ган · Вшивков | 1:2 | Хаммарстрем · Эдлинг · Андерссон |

| Место | Команда    | И | В | Н | П | Разн+/- | Очки |
| ----- | ---------- | - | - | - | - | ------- | ---- |
| 1     | Болльнес   | 3 | 3 | 0 | 0 | +10     | 9    |
| 2     | Динамо (М) | 3 | 2 | 0 | 1 | +12     | 6    |
| 3     | Эдсбюн     | 3 | 1 | 1 | 1 | +5      | 5    |
| 4     | Сибсельмаш | 3 | 1 | 1 | 1 | 0       | 4    |
| 5     | Каликс     | 3 | 1 | 0 | 2 | -4      | 3    |
| 6     | Миккели    | 3 | 0 | 0 | 3 | -23     | 0    |

### Матч за 7-е место
| 18 сентября, 2011 12:30 MSK отчёт | Бруберг | 6 : 3 ( 1 – 2 ) | Сибсельмаш | «Дина Арена», Эдсбюн |

| Отчёт                                                              | Отчёт | Отчёт                                                             | Отчёт | Отчёт |
| ------------------------------------------------------------------ | ----- | ----------------------------------------------------------------- | ----- | ----- |
|                                                                    |       |                                                                   |       |       |
|                                                                    |       |                                                                   |       |       |
|                                                                    |       |                                                                   |       |       |
| Йонссон (11) Бергстрем (56, 65, 69) Фриклунд (72-угл.) Гильям (79) |       | Маврин (3) Старых (6) Вшивков (50) Незабитый пенальти Маврин (11) |       |       |
|                                                                    |       |                                                                   |       |       |
|                                                                    |       |                                                                   |       |       |
|                                                                    |       |                                                                   |       |       |
|                                                                    |       |                                                                   |       |       |
|                                                                    |       |                                                                   |       |       |

## Состав с начала сезона
| №  | Имя                | Поз | И  | Г   | П  | Очки | Штраф (мин) | Примечание      |
| -- | ------------------ | --- | -- | --- | -- | ---- | ----------- | --------------- |
| 30 | Евгений Тололо     | Врт | 6  | -15 |    |      | 0           |                 |
| 85 | Александр Темников | Врт | 19 | -57 |    |      | 0           | пришёл 09.11.11 |
| 96 | Сергей Наумов      | Врт | 7  | -25 |    |      | 10          |                 |
| 99 | Сергей Громов      | Врт | 3  | -12 |    |      | 0           |                 |
| 2  | Сергей Каргаполов  | Защ | 22 | 1   | 0  | 1    | 60          |                 |
| 3  | Никита Юрлов       | Защ | 5  | 0   | 0  | 0    | 10          |                 |
| 4  | Евгений Свиридов   | Защ | 26 | 2   | 1  | 3    | 170         |                 |
| 5  | Андрей Могильников | Защ | 27 | 5   | 0  | 5    | 160         |                 |
| 17 | Николай Мельников  | Защ | 30 | 2   | 9  | 11   | 120         |                 |
| 23 | Роман Макаренко    | Защ | 27 | 0   | 3  | 3    | 150         |                 |
| 7  | Сергей Рогулёв     | ПЗ  | 27 | 12  | 4  | 16   | 30          |                 |
| 9  | Игорь Войтович     | ПЗ  | 30 | 11  | 6  | 17   | 110         |                 |
| 14 | Игорь Сычёв        | ПЗ  | 30 | 2   | 2  | 4    | 100         |                 |
| 19 | Алексей Голитаров  | ПЗ  | 0  | 0   | 0  | 0    | 0           |                 |
| 21 | Фёдор Миронов      | ПЗ  | 27 | 7   | 4  | 11   | 110         |                 |
| 61 | Денис Потёмин      | ПЗ  | 30 | 4   | 26 | 30   | 110         |                 |
| 71 | Артём Вшивков      | ПЗ  | 28 | 11  | 10 | 21   | 50          |                 |
| 90 | Антон Шевцов       | ПЗ  | 30 | 7   | 9  | 16   | 60          |                 |
| 8  | Евгений Маврин     | Нап | 29 | 15  | 3  | 18   | 50          |                 |
| 10 | Сергей Ган         | Нап | 17 | 1   | 2  | 3    | 20          |                 |
| 11 | Анатолий Старых    | Нап | 24 | 9   | 0  | 9    | 20          |                 |
| 32 | Александр Казаков  | Нап | 1  | 0   | 0  | 0    | 0           |                 |
| 88 | Андрей Герасимов   | Нап | 27 | 31  | 3  | 34   | 45          |                 |
| 89 | Павел Анисимов     | Нап | 6  | 0   | 0  | 0    | 0           |                 |

Президент клуба — Сергей Гвоздецкий
Главный тренер — Сергей Фирсов
Тренеры — Андрей Кузнецов, Олег Молодцов, Олег Пшеничный

## Сибсельмаш - 2
Резервисты «Сибсельмаша» выступают в группе № 4 Высшей лиги. 

### Предварительный этап
| Дата     | Место проведения | Команда противника | Счёт         | Голы Сибсельмаша                                                  |
| -------- | ---------------- | ------------------ | ------------ | ----------------------------------------------------------------- |
| 03.12.11 | В гостях         | Кузбасс-2          | 7 : 3 (5-2)  | Старых (3), Миронов, Денисов, Таранов, Рогулёв                    |
| 04.12.11 | В гостях         | Кузбасс-2          | 2 : 5 (1-3)  | Анисимов, Денисов                                                 |
| 07.12.11 | Дома             | Лесохимик          | 16 : 6 (8-4) | Анисимов (10), Таранов (3), Новецкий (2), Сосницкий               |
| 08.12.11 | Дома             | Лесохимик          | 7 : 3 (4-0)  | Таранов (2), Казаков (2), Анисимов, Миронов, Новецкий             |
| 14.12.11 | В гостях         | Енисей-2           | 2 : 7 (0-5)  | Денисов, Новецкий                                                 |
| 15.12.11 | В гостях         | Енисей-2           | 0 : 7 (0-2)  |                                                                   |
| 17.12.11 | В гостях         | Саяны-Хакасия      | 1 : 13 (1-5) | Денисов                                                           |
| 18.12.11 | В гостях         | Саяны-Хакасия      | 1 : 5 (0-3)  | Ган                                                               |
| 24.12.11 | Дома             | Байкал-Энергия-2   | 5 : 3 (0-1)  | Таранов (4), Денисов                                              |
| 25.12.11 | Дома             | Байкал-Энергия-2   | 4 : 2 (1-2)  | Таранов (2), Мануйлов, Дарковский                                 |
| 28.12.11 | Дома             | Енисей-2           | 6 : 4 (3-1)  | Таранов (3), Шляхов, Денисов, Казаков                             |
| 29.12.11 | Дома             | Енисей-2           | 14 : 7 (8-3) | Таранов (4), Денисов (4), Старых (2), Рогулёв (2), Дарковский (2) |
| 17.01.12 | Дома             | Саяны-Хакасия      | 0 : 6 (0-6)  |                                                                   |
| 18.01.12 | Дома             | Саяны-Хакасия      | 1 : 10 (0-6) | Готманов                                                          |
| 18.02.12 | Дома             | Кузбасс-2          | 4 : 7 (2-2)  | Денисов (2), Новецкий, Мануйлов                                   |
| 19.02.12 | Дома             | Кузбасс-2          | 7 : 7 (3-5)  | Шевцов (2), Старых (2), Таранов, Сычёв, Денисов                   |
| 22.02.12 | В гостях         | Байкал-Энергия-2   | 7 : 7 (3-4)  | Таранов (3), Новецкий (3), Казаков                                |
| 23.02.12 | В гостях         | Байкал-Энергия-2   | 8 : 5 (5-2)  | Казаков (3), Таранов (2), Мануйлов (2), Шубин                     |
| 26.02.12 | В гостях         | Лесохимик          | 9 : 5 (5-2)  | Таранов (5), Казаков (3), Новецкий                                |
| 27.02.12 | В гостях         | Лесохимик          | 8 : 5 (4-1)  | Новецкий (3), Таранов, Мануйлов, Шубин, Казаков, Шляхов           |

| Место | Команда                      | И  | В  | Н | П  | М         | Очки |
| ----- | ---------------------------- | -- | -- | - | -- | --------- | ---- |
| 1     | Саяны-Хакасия (Абакан)       | 20 | 17 | 0 | 3  | 193 — 40  | 51   |
| 2     | Кузбасс - 2 (Кемерово)       | 20 | 11 | 3 | 6  | 109 — 90  | 36   |
| 3     | Енисей — 2 (Красноярск)      | 20 | 11 | 2 | 7  | 136 — 86  | 35   |
| 4     | Сибсельмаш — 2 (Новосибирск) | 20 | 10 | 2 | 8  | 109 — 117 | 32   |
| 5     | Байкал-Энергия — 2 (Иркутск) | 20 | 3  | 4 | 13 | 75 — 156  | 13   |
| 6     | Лесохимик (Усть-Илимск)      | 20 | 2  | 1 | 17 | 64 — 197  | 7    |

### Состав Сибсельмаша-2
| Имя               | Поз          |
| ----------------- | ------------ |
| Владимир Ковалёв  | Вратарь      |
| Игорь Долгополов  | Вратарь      |
| Андрей Кузнецов   | Защитник     |
| Дмитрий Баранов   | Защитник     |
| Юрий Михеев       | Защитник     |
| Виталий Денисов   | Полузащитник |
| Евгений Сосницкий | Полузащитник |
| Владимир Халтурин | Полузащитник |
| Егор Дарковский   | Полузащитник |
| Никита Васильев   | Полузащитник |
| Максим Суворов    | Полузащитник |
| Никита Новецкий   | Полузащитник |
| Никита Шубин      | Полузащитник |
| Александр Вагин   | Нападающий   |
| Александр Казаков | Нападающий   |
| Максим Мануйлов   | Нападающий   |
| Сергей Борисов    | Нападающий   |
| Дмитрий Шляхов    | Нападающий   |
| Никита Готманов   | Нападающий   |
| Дмитрий Товпенец  | Нападающий   |
| Сергей Таранов    | Нападающий   |

Главный тренер — Владимир Загуменный